# Milena Knežević
Milena (Knežević) Raičević (Podgorica, 12 de março de 1990) é uma handebolista profissional montenegrina, medalhista olímpica.
Katarina Bulatović fez parte do elenco da medalha de prata inédita da equipe montenegrina, em Londres 2012.